# Marie Magdalena Fuggerová
Marie Magdalena Fuggerová provdaná hraběnka Pálffyová z Erdödu (německy Maria Magdalena Fugger, 30. dubna 1566 – 29. května 1646 Červený Kameň) byla německá šlechtična z rodu Fuggerů.

## Život

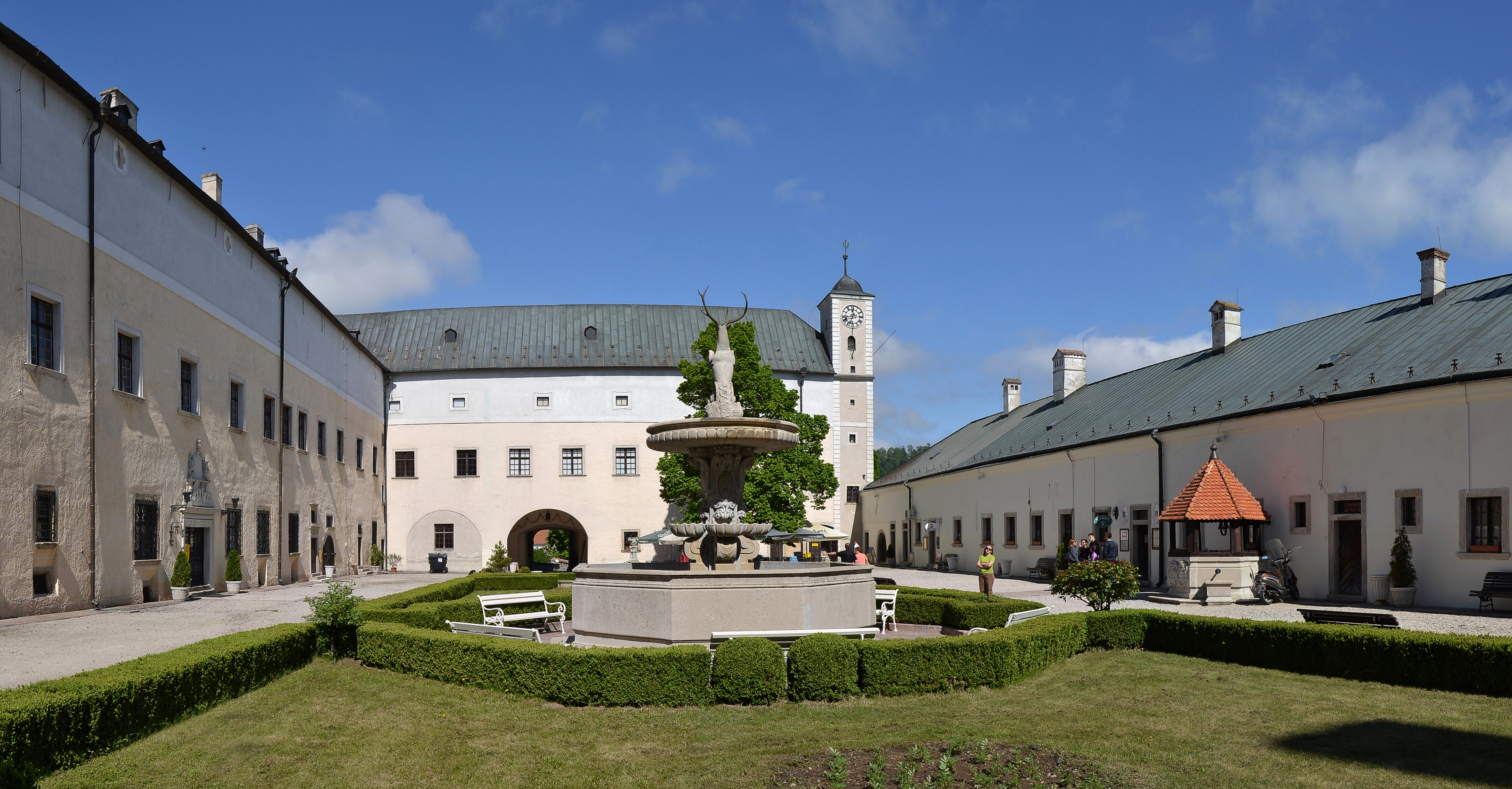
Hrad Červený Kameň

Marie Magdalena Fuggerová z Kirchbergu a Weißenhornu se narodila 30. dubna 1566 do německého rodu Fuggerů z Lilie původem z Augsburgu jako dcera Markuse Fuggera (1529–1597) a jeho manželky Silbylly (1531–1589), rozené hraběnky z Ebersteinu. Měla čtyři sourozence, Jiřího, Antonína, Alžbětu a Annu Sibyllu.

### Manželství a rodina
Marie Magdalena byla provdaná za uherského šlechtice Mikuláše II. Pálffyho, zakladatele moci a bohatství tohoto rodu, jejž přežila o celých 46 let. Jako věno do manželství Marie Magdalena přinesla rodu Pálffyů část panství Červený Kameň (Vöröskö) v Bratislavské župě, z větší části však byl odkoupen od dědiců Fuggerových. Kromě toho přinesla do manželství panství Borinku. Manželé měli pět synů a tři dcery:
- Jan (II.)
- Pavel (IV.)
- Štěpán (II.)
- Marie Žofie
- Mikuláš (III.)
- Kateřina

### Závěr života
Marie Magdalena Pálfyová z Erdődu zemřela 29. května roku 1646 na hradě Červený Kameň.
Po její smrti byla vydána pamětní mince, na jejíž lícní straně jsou uvnitř vavřínového věnce v devíti řádcích vepsána slova: Maria Fuggerin Stephani et Joannis Pálffyorum mater, qui simul sepulti Posonii 29. Maji 1646. Na rubu je zobrazena bohyně Diana ozdobená vavřínovým věncem, jak oběma rukama drží parohy jelena. Nad Dianinou hlavou je půlměsíc v paprscích a nad ním je na pásce vepsáno: „Ad astra mecum“.